# Hrabstwo Donley

Piramida wieku hrabstwa

Hrabstwo Donley – rolnicze hrabstwo w USA, w stanie Teksas. Utworzone w 1876 r. Siedzibą hrabstwa jest Clarendon. Z gęstością zaludnienia 1,34 os./km², należy do pięćdziesięciu najsłabiej zaludnionych hrabstw Teksasu.
W hrabstwie znajduje się jezioro Greenbelt, co sprawia, że 16 km² (0,7%) powierzchni hrabstwa stanowią wody.

## Miasta
- Clarendon
- Hedley
- Howardwick

## Sąsiednie hrabstwa
- Hrabstwo Gray (północ)
- Hrabstwo Wheeler (północny wschód)
- Hrabstwo Collingsworth (wschód)
- Hrabstwo Hall (południe)
- Hrabstwo Briscoe (południowy zachód)
- Hrabstwo Armstrong (zachód)
- Hrabstwo Carson (północny zachód)

## Gospodarka
Gospodarka hrabstwa opiera się na hodowli bydła (30. miejsce w stanie – 2022) i w mniejszym stopniu na uprawach: bawełny, lucerny, pszenicy, sorgo i pszenżyta. 85% areału gospodarstw zajmują pastwiska i 13,5% to uprawy. Jedna piąta mieszkańców zatrudniona była w usługach zdrowotnych lub edukacyjnych.

## Ludność
W latach 2000–2020 populacja hrabstwa skurczyła się o 14,9%. Mieszkańcy deklarują głównie pochodzenie irlandzkie (15,2%), niemieckie (11,1%), meksykańskie (10,7%), angielskie (9,5%), afroamerykańskie (5,4%), holenderskie (5,1%) i szkockie lub szkocko–irlandzkie (5%). 78,5% mieszkańców stanowią biali niebędący Latynosami.